# كارنفال

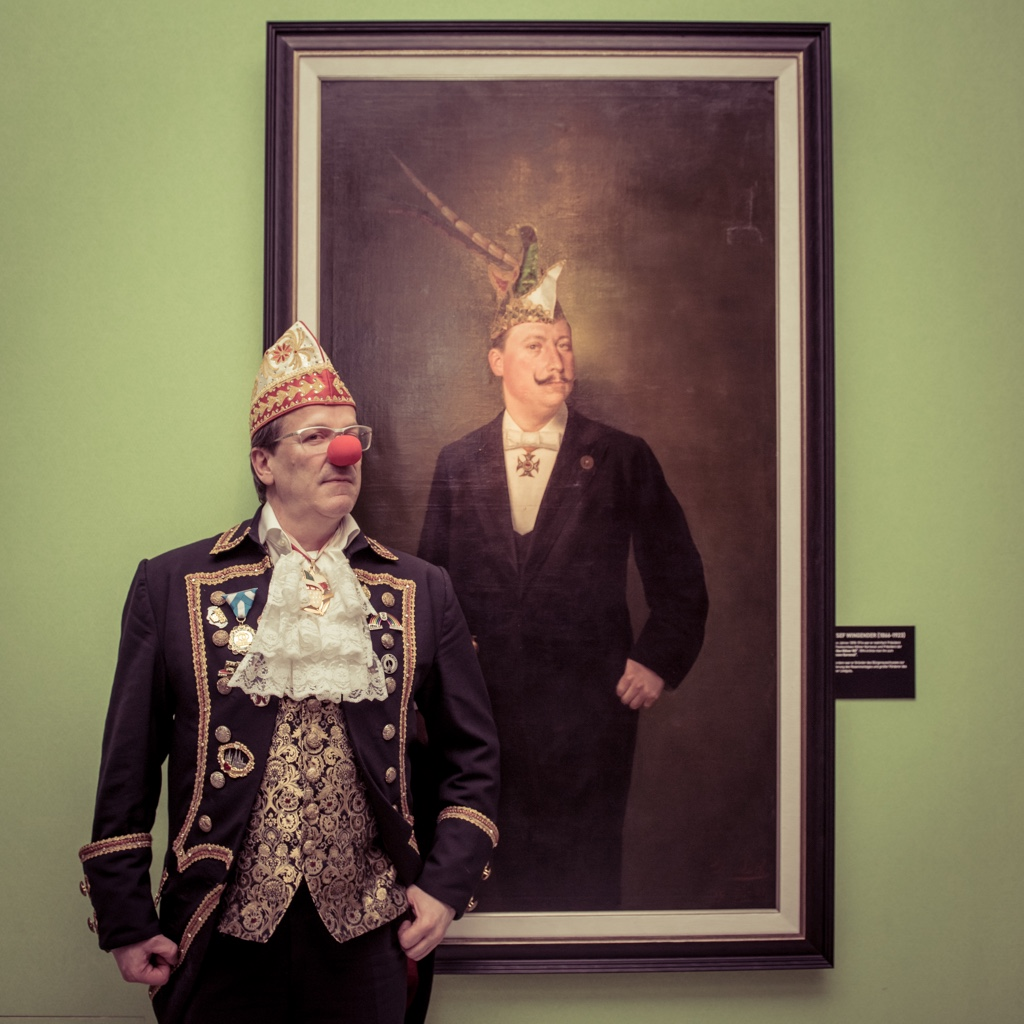

كرنفال باللغة اليابانية (カーニヴァル) تنطق Kānivu~aru وباللغة الإنجليزية Karneval وهي سلسلة مانجا يابانية بدأت في أوائل 2008 وتحولت ويوجد حاليا أحد عشر مجلد صدر في اليابان تم إعلان عنه كأنمي في نيسان 2012 وعرض أول مرة في 3 أبريل 2013.

## القصة
ناي يبحث عن شخص مهم له وليس لديه إلا سِوار يدله عليه.
بينما كان ناي في قصر غريب يلتقي بجريكي الذي يوافق على مساعدته.
لكنهما سرعان ما أصبحا مجرمين مطلوبين من قبل الأمن. وعندما كان ناي وجريكي
في مأزق ميؤوس منه، تقوم مجموعة السيرك بمساعدتهم وأخذهم معهم
ثم يعيش مغامرات عديده معهم

## مصطلحات

### سيرك
منظمة الدفاع التي تعمل لحساب الحكومة يأدون مداهمات لعتقال المجرمين وكشف الجرائم لأن قوى الأمن لاتستطيع التعامل مع تلك الجرائم يقومون بتوظيف مقاتلين اقوياء ويستخدمون نوع من الاسورة كسلاح وهدفهم القضاء عل
ى الكافكا والفاروجا

### كافكا
هي منظمه مظلمة تجري بحوث جينية غير قانونية وتعارض الحكومة والسرك

### الفاروجا
هم حيوانات أو بشر تم التعديل عليهم ليصبحوا وحوش وهم يتغذون على البشر لتجديد خلاياهم.

### سوار السيرك
سوار غرست فيه قوة عظيمة ويستخدمه أعضاء السيرك في القتال ولا يمكن تنشيطه إلا من مالكه وتعطي مستخدمها القدرة على الطيران وتنفيذ هجمات خاصة مختلفة

## الشخصيات

### ناي (无)Nai
ادا صوته: هيرو شيمونو
” نــآي ” يبحث عن شخص مهم بالنسبـة له” كـآروكو ” .. بعـد أن عـآشآ معـآ كـأنهمـآ إخوة في الريف / الغابـة..إختفـى كاروكو فجـأة تآركـآ خلفـه بقـع من الدمآء، وسوآآر خـآص “نـآي” يفترض أن بإمكـآنه إيجآده إذا ذهـب إلى [ السيركوس ] لكن رجـال الآنسة ” مايـن ” يمسكـون به ويأخذونه كعبـد.” عمره 12-14 عام
الطولـ: 157 سم
يحبـ: لعبة الاختباء والبحثـ مع الخرافـ.
يكرهـ: الدراسهـ والدروس مع تسوكومو.
الـأطعمهـ التي يحبها: أونِيجِري موشيـ (كراتـ الـأرز).
الـأطعمهـ التي يكرهها: الحملـ (بسببـ أغنام السيركـ...).
لونـ الشعر: أبيضـ.
لونـ العينينـ: أحمر.

### جاريكي (花砾)Gareki
ادا صوته: هيروشي كاميا
” غـآريكي ” سآرق محتــرف..عمره 15 عام يسعــى لجمع أموآل طـآئلة ويمتلك خبرة في تفكيك القنابل وصناعتها كما انه ذكي جدا ويستطيع استخدام المسدسات بمهارة
تاريخـ ـالميلـاد: 21 مايو.
العمر: 15 .
الطولـ: 170 سمـ.
يحبـ: التطفل مع الأجهِزه والـآليات.
يكرهـ: الـإقران مع الـأشخاص الـآخرين.
الـاطعمه التي يحبها: كل أنواع اللحوم.
الـأطعمهـ التي يكرهها: الشوفانـ. «لانه يذكره بايام الفقر الذي كان يعيشه صغيرا»
لون الشعر: أسود.
لون العينينـ: بنيـ مائل إلى السواد.

### توسوكومو (ツクモ)Tsukumo
ادت صوتها: أيا إندو
وهي مقاتلة وعضوه في السرك تكون المسأولة عن حماية ناي وجاركي هي ويوغاني عمرها 16 أكبر من جاروكي بعام واحد
تاريخـ الميلـاد: 2 مارسـ.
العمر: 16 .
الطولـ: 159 سمـ.
نوعـ الدمـ: A .
تحبـ: القراءهـ، الدراسهـ.
تكرهـ: الطبخـ، الخياطهـ.
الـأطعمهـ التي تحبها: الفواكهـ (عدا مادورادورا).
الـأطعمهـ التي تكرهها: البقـ.
لونـ الشعر: أشقر فاتحـ.
لون العينينـ: أورجوانيـ.

### يوجي Yogi (與儀)
تاريخـ الميلـاد: 11 فبراير.
العمر: 21 .
الطولـ: 181 سمـ.
نوعـ الدمـ: B .
يحبـ: العملـ بـشكل «نيانـ بيرونا».
يكرهـ: المعاركـ، الطبيبـ أكآريـ.
الأطعمهـ التي يحبها: الشُوكولـاهـ، حلوى القضبـ.
الأطعمهـ التي يكرهها: الفلفلـ الـأخضر، الجزر.
لونـ الشعر: أشقر.
لونـ العينينـ: أرجوانيـ.
يوجيـ هو مقاتلـ من سفينة السيركـ الثانيهـ. ومرؤوس هيراتو. رجل عمرهـ 21 عاماً
الذي يكونـ مشرق دائماً ومرحـ. على الرغم من عمرهـ، يتصرفـ وكأنهـ طفلـ.
يرتدي رقعهـ بيضاء تحت عينهـ اليسرى. التي تجعل منهـ عصبياً في المعاركـ، لذلكـ
يشعر بالارتياح عندما لـا يقاتلـ. سِلـاحاهـ هما شوكهـ مثلـ épées وأسم هجومهـ
الخاصـ Dornkiste (ألمانيـ «شوكة الصدر»). كونهـ مقاتلـ، إنهـ يتساءلـ عما إذا كانـ
عملـ نيانـ بيرونا هي المهنهـ المناسبهـ لهـ... وقليلـاً يقلقـ.
الـ Yo في أسم يوجيـ هيـ «المشاركهـ في العطاء، الجائزهـ...» و Gi هيـ «الاحتفال، القاعدهـ...».

### تسوكيتاشي (燭) Tsukitachi
تاريخـ الميلـاد: 18 بريلـ.
العمر: 27 .
الطولـ: 186 .
نوعـ الدمـ: O .
يحبـ: الطيران في السماء بسرعهـ عاليهـ .
يكرهـ: الاجتماعات .
الأطعمهـ التي يحبها: الكحولـ .
الأطعمهـ التي يكرهها: بزاقة البحر .
لون الشعر: أحمر .
لون العينينـ: ذهبي باهتـ .
تسوكيتاشي شخص متفائلـ الذي لا يقلق على الأشياء الصغيرهـ . على الرغم من
أنهـ يبدو هادئ، لديهـ فهم عميق لـ محيطهـ . وهو يتحدثـ في كثير من الـأحيانـ إلى
هيراتو، قائلـاً «ماذا عن الخروج معاً لمرهـ واحده !» ولكن دائماً طلبهـ يقبل بالرفض .
أعضاء المجموعهـ الأخرى يعتقدون أن السببـ في ذلكـ هو على الأرجح لأن هيراتو غير
قادر على مواكبة روح تسوكيتاشي العالية

### جيكي (喰)Jiki
تاريخـ الميلـاد: 3 أكتوبر .
العمر: 20 .
الطولـ: 176 سمـ .
نوعـ الدمـ: A .
يحبـ: زراعة وتخمير الناباتاتـ الطبيهـ .
يكرهـ: إيفا XD .
الأطعمهـ التي يحبها: السمكـ .
الأطعمهـ التي يكرهها: الوجباتـ السريعهـ .
لون الشعر: رمادي مظلمـ .
لون العينينـ: ذهبيـ .
عندما يكون جيكي مع الناس الغير مألوفينـ أو العاديينـ، يبدو أنهـ ناعم اللسانـ و
حسن المراسـ . ومع ذلكـ، عندما يكون مع الناس المألوفين أو الغريبينـ، يجعلـ
تصريحاتهـ ساخرهـ . بدلـاً من ذلكـ، يجعل هذهـ التعليقاتـ تبدو أكثر صدقاً ثم عرضيهـ .
إنهـ يجمع الكثير من الناباتاتـ الطبيهـ المختلفهـ، لأنه يتمتع بزراعتها . إنهـ قد يبدو بارداً
و لكن يمكن أن يكون اجتماعي للغايهـ . رغم ذلكـ، يمكن أن يكون أيضاً مجرد واجهه .

### كيشي (キイチ)Kiichi
تاريخـ الميلـاد: 25 نوفمبر .
العمر: 15 .
الطولـ: 151 سمـ .
نوعـ الدمـ: O .
تحبـ: التسوقـ وتناول الطعامـ .
تكرهـ: الـأطفالـ .
الـأطعمهـ التي تحبها: الحلوياتـ .
الـأطعمهـ التي تكرهها: الـأدويهـ التي يعدها جيكيـ .
لونـ الشعر: أزرقـ .
لونـ العينينـ: أزرقــ .
كيشي هي فخورهـ بالكمالـ، ولكن يبدو أن هناكـ حالـات تكون شاردهـ .
هي عدائية اتجاهـ تسوكومو التي تكبرها في أكاديمية التدريبـ، ولكن هذا
الشعور من جانبـ واحد . هي قوية العزيمة وتكره أن تخسر في المعركهـ . إنها
تتعامل مع الحالـات بطريقة هادئهـ ومؤلفهـ، وينظر أن لديها الكثير من الـإمكانيات
كعضوهـ في السيركـ .

### إيليسكا ()Eleska
تاريخـ الميلـاد: 16 يوليو .
العمر: 14 .
الطولـ: 153 سمـ .
نوعـ الدمـ: B .
تحبـ: الذهابـ في موعد مع كاروكو .
تكرهـ: عندما لـا تكون مع كاروكو .
الـاطعمهـ التي تحبها: الروبيانـ، الفاكههـ، سلطة الكريمـ .
الـأطعمهـ التي تكرهها : القواقعـ .
لونـ الشعر : دراقيـ (خوخ).
لونـ العينينـ : دراقيـ (خوخ).
إيليسكا هي شخصيه أنانيهـ وصريحهـ حول مشاعرها وما تريد . كما أنها محاطهـ
بنسبة الناس الذين يستخدمهم جدها، وكانت تعامل بصورهـ طبيعيهـ وكأنها أميرهـ .
لـأنها كانت في بيئهـ حيث أنها ليس بالضرورهـ أن تنظر للـأشخاص الـآخرينـ، وهي لـا
تعلم كيفية التواصلـ، حتى أنها لـا تملكـ الكثير من الخبرهـ في بناء علـاقاتـ جيدهـ مع
الـآخرينـ . على الرغم من أنها انانيهـ، يبدو انها تعتمد على أورو . علـافتها مع كاروكو
لـا تزال غير مؤكدهـ .

## وصلات خارجية
- كارنفال على موقع IMDb (الإنجليزية)
- كارنفال على موقع ميوزك برينز (الإنجليزية)
- كارنفال على موقع قاعدة بيانات الفيلم (الإنجليزية)
- كارنفال على موقع ANN anime (الإنجليزية)
- كارنفال على موقع ANN manga (الإنجليزية)